# Tilton (New Hampshire)
Tilton ist ein Ort im US-Bundesstaat New Hampshire. Er liegt am Winnipesaukee River im Belknap County. Das U.S. Census Bureau hat bei der Volkszählung 2020 eine Einwohnerzahl von 3.962 ermittelt. Zu Tilton gehört auch das Dorf Lochmere.

## Geschichte

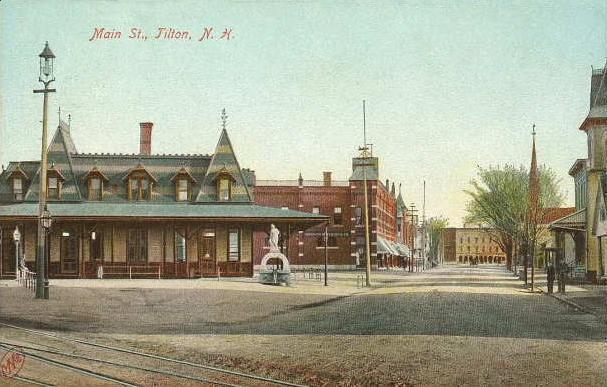
Die Main Street, 1909

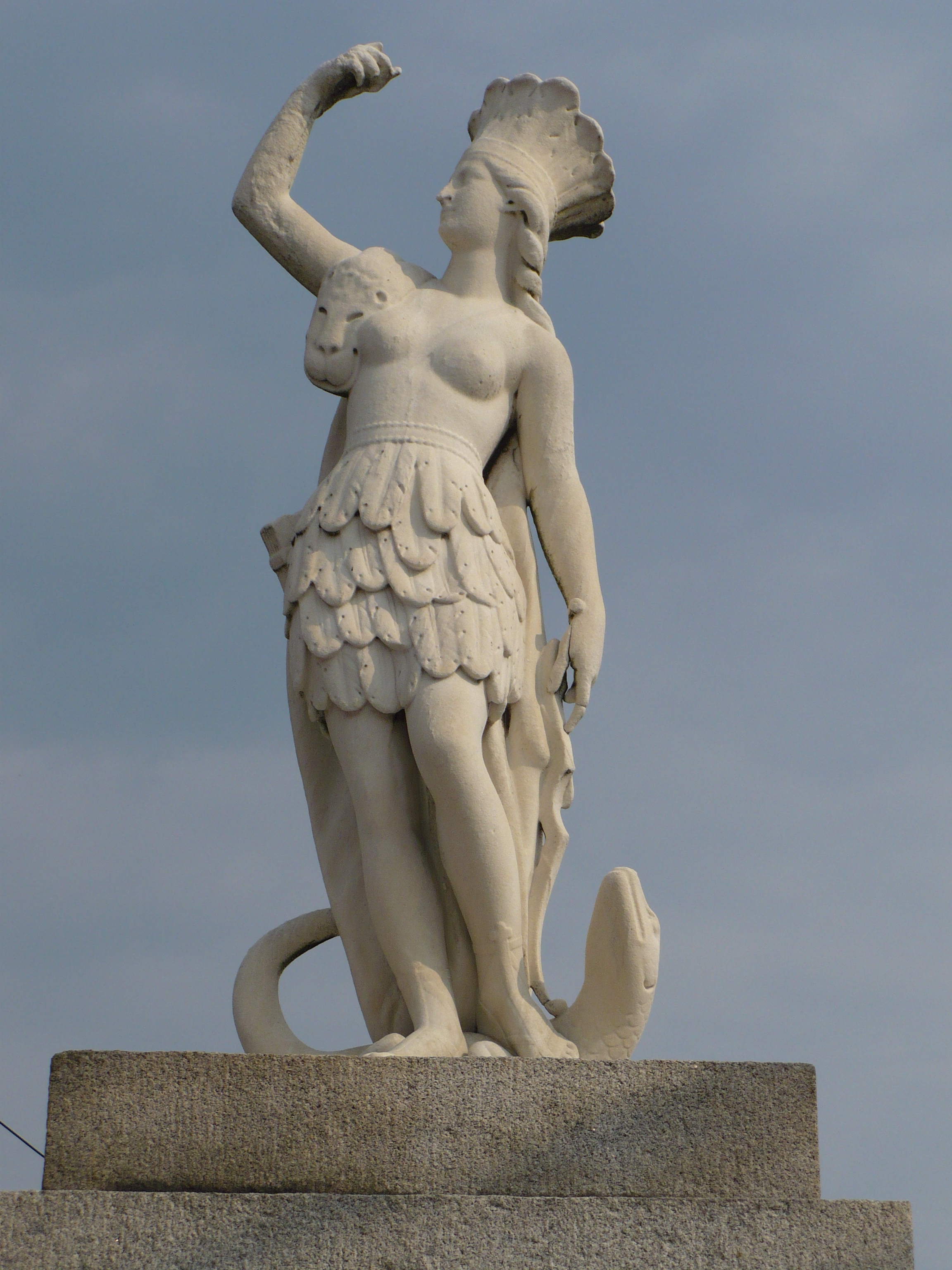
Marmorstatue Indian queen. Sie sollte Amerika repräsentieren und wurde der Stadt von Charles E. Tilton gestiftet. 1862 am Bahnhof aufgestellt, steht sie heute am Eingang zum Tilton Island Park

1748 wurde das Land erstmals an Eigentümer vergeben, nachdem Interessenten eine Petition an König Georg II. gesandt hatten. Die erste Siedlung entstand an der Union Bridge, in der Lochmere Section, bzw. der heutigen Laconia Road. Sergeant John Sanborn errichtete dort 1765 das erste dauerhafte Haus; es stand etwa 1200 m nördlich von Tilton an der Straße, die vom Dorf zum Sanbornton Square führt. 1766 entstand möglicherweise eine erste Schrotmühle.

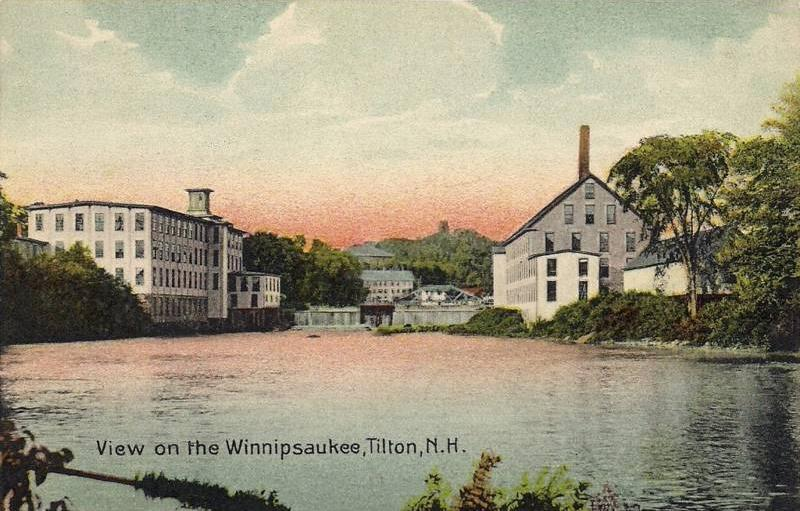
Blick auf Tilton am Winnipesaukee-See mit seiner Mühle, 1908

Seit 1763 überquerte eine Brücke den Winnipesaukee, die Teil der Verbindungsstraße von Canterbury nach Sanbornton war. Spätestens 1775 entstand mit Old Morrison oder Darling privilege die erste Sägemühle, 1789 ein erster Laden. Er stand dort, wo sich heute die Town Hall befindet. 1845 wurde mit 76 Schülern eine Schule gegründet, die jedoch in den 1860er Jahren abbrannte. Es handelte sich um eine von Methodisten errichtete Schule, die New Hampshire Conference Seminary hieß. Ab 1852 wurden auch Mädchen aufgenommen, die Schüler wurden auf den Dienst in der Kirche vorbereitet. Sie wurde auf die andere Flussseite an die Stelle verlegt, wo sich bis heute die Schule des Dorfes befindet. In den 1880er Jahren wurde der Ziegelbau durch Knowles Hall ersetzt. Bis 1903, als die Schule den Namen Tilton Seminary erhielt, wurde sie als Mädchencollege geführt; seit 1923 trägt die Schule den Namen Tilton School.
Die Bewohner des 1762 entstandenen Sanbornton Bridge versuchten ab 1850 eine eigene Town zu werden, also eine Selbstverwaltung zu erlangen. Doch verliefen die Aktivitäten im Sande, selbst als 1860 eine Versammlung die Teilung der Stadt beschloss. 1869 fand eine weitere entsprechende Versammlung statt. Am 18. Mai votierten 150 der Delegierten für eine Teilung, 105 dagegen. Gouverneur Onslow Stearns stimmte am 30. Juni 1869 zu. So entstand unter dem Namen Tilton eine eigene Town.
Den Namen erhielt die Town nach Nathaniel Tilton, der eine Eisengießerei und mit dem Dexter House das erste Hotel betrieben hatte. Er war während des Goldrausches nach Kalifornien gegangen und reich zurückgekehrt. Sein Urenkel Charles E. Tilton, der reichste Bürger der Stadt, hatte die Initiative gestartet. Tilton Hall, das 1861 errichtete ehemalige Landhaus, birgt heute die Lucian Hunt Library. Aus der 1980 renovierten Remise entstand das Helene Grant Daly Art Center. 50 m über dem Winnipesaukee River ließ Charles Tilton ein Denkmal für seine Vorfahren errichten, dazu ein Mausoleum, in dem er 1901 beigesetzt wurde. Er trug sich mit Plänen, das benachbarte Northfield einzugemeinden, doch setzten sich die dortigen Bewohner mit Erfolg dagegen zur Wehr. Tilton ließ die Town Hall errichten, die Straßen pflastern, zwei Brücken bauen, zudem ließ er zahlreiche Statuen einführen, von denen einige noch heute stehen.
So ließ er eine Statue zur Erinnerung an Häuptling Squantum errichten, der 1620 freundschaftliche Beziehungen zu den Siedlern am Plymouth Rock gepflegt hatte. Die Statue war eine von etwa 20 Arbeiten aus der Firma J.L. Mott Iron Works in New York. „Squantum“ wurde restauriert und steht heute an der Ecke Main Street/Park Street im Vest Pocket Park.

## Persönlichkeiten
- Harry Taylor (1862–1930), Generalmajor der United States Army
- Jonathan Page (* 1976), Radrennfahrer